# Paralovo (Novi Pazar)
Pour les articles homonymes, voir Paralovo.
Paralovo (en serbe cyrillique : Паралово) est une localité de Serbie située sur le territoire de la Ville de Novi Pazar, district de Raška. Au recensement de 2011, elle comptait 1 314 habitants.

## Démographie

### Évolution historique de la population
| 1948 | 1953 | 1961 | 1971 | 1981 | 1991 | 2002 | 2011  |
| ---- | ---- | ---- | ---- | ---- | ---- | ---- | ----- |
| 273  | 323  | 380  | 410  | 552  | 620  | 982  | 1 314 |

|  |